# Helen Clark
Helen Elizabeth Clark (Hamilton, 26 de febrero de 1950) es una política neozelandesa. Fue primera ministra de Nueva Zelanda en tres mandatos consecutivos desde el 5 de diciembre de 1999 hasta el 18 de noviembre de 2008. Fue la primera mujer electa en una elección general para ocupar el cargo de primer ministro de Nueva Zelanda. Fue administradora del Programa de las Naciones Unidas para el Desarrollo (PNUD), la tercera más alta posición de la ONU (2009 - 2017).Co-fundadora y miembro de GWL Voices.

## Biografía
Clark se graduó de la Universidad de Auckland en 1974 y se convirtió en política en sus años de adolescencia, involucrándose en el Partido Laborista de Nueva Zelanda. Mientras era profesora en la universidad a principios de los años 1970, Clark entró en la política local en 1974 en Auckland, pero no fue elegida para ningún cargo. Fue elegida en el Parlamento de Mount Albert, Nueva Zelanda en 1981, cargo que ocupó hasta su renuncia en el 2009. Durante la década de 1980 y principios de los años 1990, Clark ocupó numerosos puestos en el Cuarto Gobierno Laborista de Nueva Zelanda, entre ellos: ministra de Vivienda, ministra de Salud y ministra de Conservación. Ocupó el cargo de vice primera ministra durante un año.
Posterior a la fuerza demostrada por el Partido Laborista en la elección de 1993, Clark retó al líder laborista Mike Moore y ganó, convirtiéndose así en la líder de la oposición. Después de perder en las elecciones de 1996, llevó al Partido Laborista a una victoria arrasadora en 1999. Fue la segunda mujer en ocupar el cargo de primer ministro de Nueva Zelanda. Anteriormente, Jenny Shipley fue también primera ministra. El gobierno de Clark vio casi una década de crecimiento económico al tiempo que se mantuvo un superávit de la administración pública.
El Gobierno de Clark implementó diversas iniciativas económicas importantes incluyendo la creación del Kiwibank, el Fondo de Jubilación de Nueva Zelanda, el Esquema de Comercio de Emisiones de Nueva Zelanda y KiwiSaver. Otras de las principales políticas de su gobierno incluyen el paquete "Working for Families", el aumento al salario mínimo en 5% anual, préstamos a estudiantes sin intereses, la creación de las Juntas de Salud Distritales, la introducción de una serie de créditos fiscales, la revisión de las certificaciones de la educación secundaria por medio de la introducción de NCEA y la introducción de la licencia para padres de 14 semanas. Su gobierno también introdujo la Ley de Preplaya y Fondos Marinos de 2004, la cual causó gran controversia y fue finalmente revocada en 2011.
Ha ganado tres elecciones seguidas. Fue fuerte opositora a la invasión de Irak, liderada por los Estados Unidos. Bajo su mandato se enviaron tropas a Afganistán para ayudar a su reconstrucción. Ha apoyado las políticas antinucleares de Nueva Zelanda de los últimos 20 años.
Fue candidata a suceder en 2016 al surcoreano Ban Ki-moon como secretario general de las Naciones Unidas. Sin embargo, el elegido fue el portugués António Guterres.
Helen Clark es Miembro Honorario de la Fundación Internacional Raoul Wallenberg.
Clark decidió no tener hijos.

## Reputación y legado
Al principio de su carrera, Clark se labró una reputación como capaz defensora del desarme nuclear y de la política de salud pública. Como líder del partido, Clark denunció Rogernomics como «un periodo espantoso» y ganó las elecciones de 1999 abandonando su legado. Sin embargo, su biógrafo Denis Welch ha argumentado que no hizo lo suficiente para repudiar el paradigma creado por Rogernomics, sino que permitió que los laboristas y los nacionalistas fueran «cada vez más difíciles de distinguir» en muchas cuestiones.
El gobierno de Clark fue pragmático, directiva, preocupada por la estabilidad, y centrada en los cambios incrementales frente a los grandes proyectos. El politólogo Bryce Edwards sostiene que Clark nunca fue un «político de convicciones» y se propuso ser un político «exitoso» más que «grande», dejando tras de sí un legado de reformas incrementales de Nueva Zelanda y una buena gestión del statu quo, pero sin ambiciones audaces. Asimismo, el comentarista John Armstrong, aunque elogia a Clark, la describe como una primera ministra «tecnocrática» «que será recordada más por sus habilidades de gestión que por su capacidad para inspirar».
En enero de 2009, dos meses después de perder el cargo, Clark fue elegida «La neozelandesa viva más importante» en una encuesta en Internet realizada por The New Zealand Herald. En una reñida contienda, Clark obtuvo el 25% de los votos, por delante de Willie Apiata, condecorado con la Cruz de la Victoria, que obtuvo el 21%. El entonces primer ministro, John Key, dijo que no le sorprendía el sondeo, afirmando que «está bien considerada como primera ministra de Nueva Zelanda»
La revista Forbes situó a Clark en el puesto 22 de las mujeres más poderosas del mundo en 2016, por debajo del puesto 20 que ocupaba en 2006.